# Теория на пръстените
Теория на пръстените е алгебрична наука изучаваща едноименната структура пръстен. Теорията има за цел изследването на вътрешната структура на пръстените, техните представяния или модули, различни видове пръстени, както и свойства на пръстените, интересни не само за абстрактната алгебрата, но и за други клонове на математиката, където те намират широко приложение (теория на числата, алгебрична геометрия и пр.).
Комутативните пръстени представляват клас от пръстени много по-добре изучен от некомутативните. Много алгебристи отнасят теорията на комутативните пръстени към комутативната алгебра и теория на полетата, поради многото различия от некомутативната теория. Сравнително ново течение, започнало през 1980-те с развитието на некомутативната геометрия и откритието на квантовите групи, си поставя за цел да изгради теорията на некомутативните пръстени по геометричен прийом, разглеждайки ги, формално, като функционални пръстени върху 'некомутативни пространства'.

## История
Комутативната теория на пръстените води началото си от алгебричната теория на числата, алгебричната геометрия и теорията на инвариантите. Централни, за развитието на тези теории, са били пръстените от цели числа в полета от алгебрични функции и алгебрични числа, както и пръстените от полиноми на две и повече променливи.
Некомутативната теория на пръстените започва с опити за разширение на понятието комплексните числа до различни хиперкомплексни числови системи. Началата на тези теории можем да открием в трудове от началото на 19 век, докато известна зрялост те достигат едва през 30-те години на 20 век.